# Olympischer Friede
Der Olympische Frieden (griech. Ὀλυμπιακή Ἐκεχειρία:, „Ekecheiria – Olympisches Hände halten“) war ein Abkommen griechischer Stämme, das angeblich im Jahr 884 v. Chr. zur Gewährleistung des sicheren Ablaufs der Olympischen Spiele geschlossen wurde. Es ist jedoch nicht historisch fassbar. Der Sage nach wurde in einer schriftlichen Übereinkunft der Könige Iphitos von Elis, Kleosthenes von Pisa und Lykurgos von Sparta festgehalten, dass alle Athleten, Künstler, Familien und einfachen Reisenden in Sicherheit anreisen, die Wettkämpfe miterleben und wieder abreisen können. Der Waffenstillstand begann drei Monate vor den eigentlichen Spielen mit der Ankündigung der Spiele durch die Region Elis und dauerte bis zum Ende der Wettkämpfe und der Heimreise.
Der Begriff «εκεχειρία» (Waffenstillstand) kann etymologisch von «έχειν χείρας», (ich halte meine Hände, höre auf zu schlagen, höre auf Feindseligkeiten) hergeleitet werden. Ein Begriff dafür hat sich in allen Sprachen etabliert, der griechische ist Ειρήνη του Θεού  (Friede Gottes), auch altgriechisch «ιερά εκεχειρία» (heiliger Waffenstillstand) für die  Olympischen Spiele. Es wird angenommen, dass die Begründung des Waffenstillstand von Iphitos zwischen kriegführenden Griechen (die Konflikte zwischen den griechischen Städten im 8. Jahrhundert v. Chr. waren andauernd und blutig) in direktem Zusammenhang mit der ursprünglichen Einrichtung der Olympischen Spiele steht. Als Begründer der Spiele und Initiatoren des Ιεράς εκεχειρίας (heiligen Waffenstillstands) werden laut Plutarch („Leben des Lykurg“) der Halbgott Herakles, der spartanische Gesetzgeber Lykurgos und je nach Quelle Kleosthenes von Pisa (Nachfahre des Oinomaos (König von Pisa) sowie des Pelops) und Iphitos von Elis (Aristoteles) genannt.
Um den Gedanken des Olympischen Friedens zu erneuern, wurde im Jahre 2000 vom Internationalen Olympischen Komitee (IOC) die Stiftung für den Olympischen Frieden gegründet.

## Vertragsverletzungen
Der Vertrag wurde mehrfach verletzt, da andere Regionen hofften, die Olympischen Spiele auf ihrem Gebiet ausrichten zu können. Pisa griff Elis in den Jahren 748 v. Chr., 644 v. Chr. und 588 v. Chr. an, jedes Mal ohne Erfolg. Beim letzten Versuch überfielen die Bürger Elis' Pisa und unterwarfen es. Bei einem neuerlichen Angriff aus Pisa schlugen die Truppen von Elis die Pisaner im Kampf und rissen Pisa bis auf die Grundmauern nieder.
Auch die Arkadier verletzten den Frieden durch einen Angriff 365 v. Chr., wurden jedoch zurückgeschlagen. Die Spartaner griffen Elis ebenfalls an, um das Recht, die Spiele bei sich beherbergen zu können, zu erlangen. Ab 421 v. Chr. kämpften sie dafür drei Jahre unter König Agis II. und wurden im Gegenzug von den Spielen ausgeschlossen und mit einer Geldstrafe belegt. 404 v. Chr. versuchten sie es noch einmal und gewannen.
Der Vertrag hatte bis zum Verbot der Olympischen Spiele durch den römischen Kaiser Theodosius I. 394 n. Chr. bestand und war ein bedeutendes Symbol panhellenischer Autorität. Aufgrund des Vertrages war Elis eine der wenigen griechischen Städte, die ohne Stadtmauer existieren konnte.

## Wiederaufnahme des Friedensgedanken
Auf Betreiben des Franzosen Pierre de Coubertin wurde im Jahr 1894 das Comité International Olympique (CIO oder IOC) gegründet. Dahinter steckte die Idee Coubertins die nationalen Egoismen zu überwinden und für internationale Verständigung einzutreten. Nach seiner Auffassung sollte sich die „Jugend der Welt“ lieber in sportlichen Wettkämpfen messen als sich auf dem Schlachtfeld zu bekriegen. Die Olympischen Spiele der Neuzeit begannen im Jahr 1896 in Athen und werden seit 1994 im zweijährigen Wechsel als Sommer- und Winterspiele ausgetragen.
Ereignisse der Neuzeit
Dass der Olympische Friede nicht immer eingehalten wird, zeigt sich deutlich an Beispielen wie die Absagen der Olympischen Spiele etwa im Verlauf der zwei Weltkriege (Berlin 1916, Tokio 1940 und Helsinki 1944), der Ausschluss oder den Boykott der Spiele durch einige Länder.
- 1920, 1924 und 1948: Ausschluss Deutschlands von den Spielen
- 1936: Missbrauch der Sommerspiele in Berlin zum Zwecke der Propaganda durch die Nationalsozialisten
- 1956: Boykott der Spiele in Melbourne durch die Niederlande, Spanien und die Schweiz, aus Protest gegen die Niederschlagung des Ungarischen Volksaufstandes durch die Sowjetunion
- 1972: Attentat auf israelische Sportler durch palästinensische Terroristen bei den Spielen in München
- 1980: Einmarsch nach Afghanistan durch sowjetische Truppen führte zum Boykott der Spiele in Moskau
- 2008: Am Tag der Eröffnung der Sommerspiele von Peking 2008 rollten russische Panzer in Georgien ein[6].
- 2014: Drei Tage vor Ende der Winterspiele in Sotschi 2014, also im eigenen Land, begann Russland die als „Rückeroberung“ deklarierte, völkerrechtswidrige Annexion der ukrainischen Halbinsel Krim und scherte sich nicht einmal dort um den Frieden[7].
- 2022: Russland begann seinen großangelegten Überfall auf die Ukraine zwischen dem Ende der Olympischen Winterspiele am 20. Februar 2022 und der Eröffnung der Winter-Paralympics 2022 am 4. März 2022; die Ukraine forderte daraufhin, Russland von den Olympischen Sommerspielen 2024 in Paris auszuschließen[8].